# Tucker Carlson
Tucker Swanson McNear Carlson (San Francisco, California, 16 de mayo de 1969) es un comentarista político conservador estadounidense que trabajó para la cadena conservadora Fox News desde 2009 hasta 2023. Ha causado controversia por promover teorías de conspiración de extrema derecha en múltiples ocasiones.
Carlson abandonó Fox News en abril de 2023, después de que la cadena televisiva conservadora se viera obligada a pagar en una demanda más de 700 millones de dólares por haber promovido las afirmaciones falsas de fraude electoral de Donald Trump en las elecciones presidenciales de Estados Unidos de 2020, afirmaciones que fueron difundidas principalmente por Carlson en sus programas.
Carlson es cofundador y exeditor en jefe del sitio web conservador The Daily Caller y en el pasado fue anfitrión de Tucker de MSNBC y copresentador de Crossfire de CNN. Carlson presentaba Tucker Carlson Tonight, que se mudó de las 9 p. m. (ET) a 8 p. m., que fue el lugar número uno en horario estelar de Fox News Channel donde anteriormente se emitió The O'Reilly Factor.

## Primeros años
Carlson nació en San Francisco, California, es el hijo mayor de Richard Warner Carlson, un expresentador de noticias de Los Ángeles y embajador de los Estados Unidos en las Seychelles, quien también fue presidente de la Corporación de Radiodifusión Pública y director de Voz de América. Su madre es la ex Lisa McNear Lombard, y su madrastra es la ex Patricia Caroline Swanson, heredera de la fortuna de comida congelada de Swanson (hija de Gilbert Carl Swanson y nieta de Carl A. Swanson) y sobrina del senador J. William Fulbright. Él tiene un hermano, Buckley Swanson Peck Carlson. Según un perfil en la revista People, «Tucker y su hermano menor Buckley se criaron en La Jolla, California, por su padre y su madrastra, Patricia, después de que su madre se fue de casa cuando Tucker tenía 6 años». Mientras vivía en La Jolla, California, Tucker asistió brevemente a La Jolla Country Day School antes de mudarse a la Costa Este.
Asistió a St. George's School, un internado en Middletown, Rhode Island. Después de graduarse, estudió en el Trinity College en Hartford, Connecticut y se graduó en 1992 con un B.A. en Historia.
Está casado con Susan Carlson, Andrews de soltera, compañera de clase de St. George, cuyo padre fue el director de la escuela durante su tiempo allí. Se conocieron mientras asistían a St. George's School en Rhode Island y se casaron en 1991. Juntos, tienen cuatro hijos, tres niñas y un niño.

## Carrera
Carlson comenzó su carrera periodística como miembro del equipo editorial de Policy Review, una revista nacional conservadora publicada por la Fundación Heritage (y desde entonces adquirida por la Hoover Institution). Más tarde trabajó como reportero en el periódico Arkansas Democrat-Gazette en Little Rock, Arkansas y en The Weekly Standard.
Como periodista de revistas y periódicos, Carlson ha informado de todo el mundo. Ha sido columnista de New York y Reader's Digest. También ha escrito para Esquire, The Weekly Standard, The New Republic, The New York Times Magazine y The Daily Beast.
Carlson se unió a CNN como el presentador más joven de la historia, permaneciendo en la cadena hasta febrero de 2005. Carlson comenzó su carrera televisiva en 2000 como coanfitrión de The Spin Room junto a Bill Press.

### Crossfirede CNN
En 2001 fue nombrado copresentador de Crossfire, donde representó a la derecha política. Durante el mismo período, Carlson también presentó un programa semanal de asuntos públicos en PBS, Tucker Carlson: Unfiltered.
Una de las apariciones más memorables de Carlson en Crossfire fue su acalorado intercambio en octubre de 2004 con Jon Stewart, presentador de The Daily Show en Comedy Central, antes de las elecciones presidenciales de 2004. Después de su confrontación televisada, recuerda Carlson, Stewart se quedó en CNN varias horas después del programa para discutir los problemas que planteó en el aire. «Fue sincero», dijo Carlson, «Él [Stewart] necesitaba hacer esto».
En enero de 2005, CNN anunció repentinamente que estaban terminando su relación con Carlson y que pronto cancelaría Crossfire. El jefe de CNN, Jonathan Klein, le dijo a Carlson el 4 de enero de 2005, que la red había decidido no renovar su contrato. Carlson ha dicho que ya había renunciado a CNN y Crossfire mucho antes de que Stewart fuera reservada como invitada, y le dijo a la presentadora Patricia Duff: «Renuncié a Crossfire en abril, muchos meses antes de que Jon Stewart apareciera en nuestro programa, porque no me gustó el partidismo, y pensé que de alguna manera era una especie de conversación inútil... cada lado salía, ya sabes, «aquí está mi argumento», y nadie escuchaba a nadie más. [CNN] era un lugar frustrante para trabajar».

### Tuckerde MSNBC
El espectáculo vespertino de Carlson, Tucker, se estrenó el 13 de junio de 2005 en MSNBC (originalmente titulado The Situation With Tucker Carlson). El espectáculo duró menos de tres temporadas; la red anunció su cancelación debido a bajas calificaciones el 10 de marzo de 2008. El episodio final se emitió el 14 de marzo de 2008. Brian Stelter de The New York Times señaló que "durante el mandato del Sr. Carlson, la programación nocturna de MSNBC se movió gradualmente hacia la izquierda. Sus anteriores horarios, las 6 y las 9 de la noche, fueron ocupados por dos liberales, Ed Schultz y Rachel Maddow. Carlson declaró que la red había cambiado mucho y «no tenían un papel para mí».
Carlson también había sido anfitrión de un resumen de los fines de semana de la semana en MSNBC durante los Juegos Olímpicos de Invierno de 2006, durante el cual intentó aprender cómo jugar varios deportes olímpicos. En julio de 2006, informó en vivo por Tucker desde Haifa, Israel, durante la Guerra del Líbano de 2006 entre Israel y Hezbolá en el sur de Líbano. Mientras estuvo en el Medio Oriente, también presentó el MSNBC Special Report: Mideast Crisis. Apareció regularmente en Verdict with Dan Abrams como panelista en discusiones políticas.

### Fox News Channel
En mayo de 2009, se anunció que Carlson fue contratado como colaborador de Fox News. Desde entonces, ha sido panelista invitado frecuente en el programa satírico de Fox, Red Eye w/ Greg Gutfeld, hizo apariciones frecuentes en el segmento All-Star Panel de Special Report with Bret Baier, ha sido presentador sustituto de Hannity en la ausencia de Sean Hannity y produjo un especial de Fox News titulado Fighting for Our Children's Minds.
En marzo de 2013, se anunció que Carlson fue elegido para ser coanfitrión de las ediciones de fin de semana de Fox & Friends. A partir de abril, Carlson, un colaborador de Fox News y anfitrión invitado frecuente en el programa, se unió oficialmente a los coanfitriones Alisyn Camerota y Clayton Morris los sábados y domingos por la mañana. Reemplazó a Dave Briggs, quien dejó el canal de noticias para unirse a la NBC Sports Network en New Years 2013.
En abril de 2023, anunció su salida de Fox News.

#### Tucker Carlson Tonight
El 14 de noviembre de 2016, comenzó a presentar un nuevo programa en Fox News, Tucker Carlson Tonight, que debutó como «la transmisión televisiva más vista del año en el intervalo de tiempo» de la red. La transmisión se emitió a las 7 p. m. ET todos los días laborables hasta el 9 de enero, cuando reemplazó a Megyn Kelly a las 9 p. M. Hora del este, después de que ella dejó Fox News. Tucker Carlson Tonight es el programa de cable más visto en el intervalo de las 9 p. m. a partir de marzo de 2017. Carlson tomó las riendas de Brit Hume, quien fue presentador de On the Record de forma interina a las 7 p. m. ET cuando Greta Van Susteren abandonó la transmisión de Fox News. en septiembre de 2016. Su reemplazo en Fox & Friends Weekend aún no se ha anunciado. El 19 de abril de 2017, se anunció que Tucker Carlson Tonight tomaría el horario de las 8:00 p. m. de Fox News luego de la cancelación de The O'Reilly Factor por acusaciones de acoso sexual.

### Dancing with the Stars
El 14 de agosto de 2006, la cadena de televisión ABC anunció que Carlson participaría en la tercera temporada de Dancing with the Stars, siendo emparejado con la bailarina profesional Elena Grinenko.
Según se informa, Carlson tomó clases de baile de salón de cuatro horas al día en preparación para la competencia, y se lamentó por las «clases perdidas» durante una asignación de MSNBC en el Líbano. «Es difícil para mí recordar los movimientos», afirmó. Al preguntársele por qué aceptó la invitación de ABC para bailar, Carlson respondió: «No lo defiendo como la opción más inteligente, pero creo que es la más interesante. Creo que si se sentaba e intentaba planificar mi carrera, es posible que no elija esta opción. Pero mi único criterio es el nivel de interés. Quiero llevar una vida interesante». Él concluyó: «Tengo 37 años. Tengo cuatro hijos. Tengo un trabajo estable. No hago cosas en las que no soy bueno a menudo. Estoy emocionado de poder hacer eso».

### Independiente
Después de dejar Fox News debido a conflictos con la familia Murdoch, Carlson comenzó a realizar su trabajo de forma independiente en la red social X (llamado anteriormente Twitter), conduciendo su programa "Tucker on X". 
Rompió records entrevistando a Donald Trump el día 23 de agosto de 2023. La entrevista fue publicada en simultáneo con el debate de las primarias presidenciales del Partido Republicano, en las que el expresidente Trump decidió no participar luego de que Fox News se negara a aceptar algunas de sus condiciones. El video de la entrevista de 45 minutos tuvo 20 millones de visualizaciones en los primeros 45 minutos tras su publicación, a las 2 horas de su publicación, el video de la entrevista ya tenía casi 120 millones de visualizaciones, y a las 24 horas, más de 240 millones. Esto la convirtió en la entrevista con más visualizaciones de la historia de X. El récord fue superado poco tiempo después por Carlson nuevamente, el 14 de septiembre se publicaría la entrevista a Javier Milei que en 9 horas alcanzó las 300 millones de visualizaciones. Actualmente dicha entrevista cuenta con 427 millones de visualizaciones, y es la entrevista más vista en la historia.Presenta a este último como un héroe contra adversarios “socialistas”, desde las feministas al papa Francisco.
También entrevistó con anterioridad a Nayib Bukele y Jair Bolsonaro, mientras que en exclusiva para la red social X entrevistó a Viktor Orbán, entre otros.
En noviembre de 2023 acompañó a Santiago Abascal y la cúpula de Vox, partido de extrema derecha español, en las manifestaciones contra la Ley de amnistía.

#### Entrevista a Vladímir Putin
En febrero de 2024, Carlson viajó a Rusia para entrevistar al presidente Vladímir Putin, de quien ha sido un abierto defensor. Fue la primera entrevista individual de Putin con un periodista del mundo occidental desde que lanzó la invasión rusa de Ucrania en 2022. El secretario de prensa del Kremlin, Dmitri Peskov, dijo que a Carlson se le había permitido una entrevista porque "su posición es diferente", diciendo: "No es prorrusa, ni proucraniana, es proamericana. Contrasta marcadamente con la postura de los medios tradicionales anglosajones".
Algunos periodistas rusos independientes se molestaron por las palabras de Carlson y señalaron que al menos 1.000 periodistas independientes habían huido de Rusia debido a las nuevas leyes de censura que prohíben las críticas a la guerra. También destacaron que dos periodistas estadounidenses se encuentran actualmente encarcelados por Rusia: Evan Gershkovich de The Wall Street Journal y Alsu Kurmasheva de Radio Free Europe.

## The Daily Caller
El 11 de enero de 2010, Carlson y el exvicepresidente Dick Cheney ayudante de Neil Patel, lanzaron un sitio web de noticias políticas titulado The Daily Caller. Carlson se desempeñó como editor en jefe, y ocasionalmente escribió artículos de opinión con Patel.
The Daily Caller está en el grupo de prensa rotativa de la Casa Blanca. Sus reporteros han aparecido en MSNBC, Fox News, CNBC, CNN, NBC, ABC y CBS, y estaciones de radio en todo el país. Reporteros y columnistas de The Daily Caller incluyen a Matt Lewis, Alex Pappas, Evan Gahr, Jamie Weinstein, Will Rahn, Caroline May, Nicholas Ballasy, Vince Coglianese, Matt Labash, Jeff Poor, Alexis Levinson y Jim Treacher.
En una entrevista con The Politico, Carlson dijo que The Daily Caller no estará vinculado a la ideología sino que más bien será «historias de importancia». En un artículo del The Washington Post, Carlson agregó: «No estamos imponiendo ningún tipo de ortodoxia ideológica a nadie». El columnista Mickey Kaus se retiró después de que Carlson se negara a publicar una columna que criticara la cobertura de Fox News sobre el debate sobre la política de inmigración.

## Puntos de vista políticos

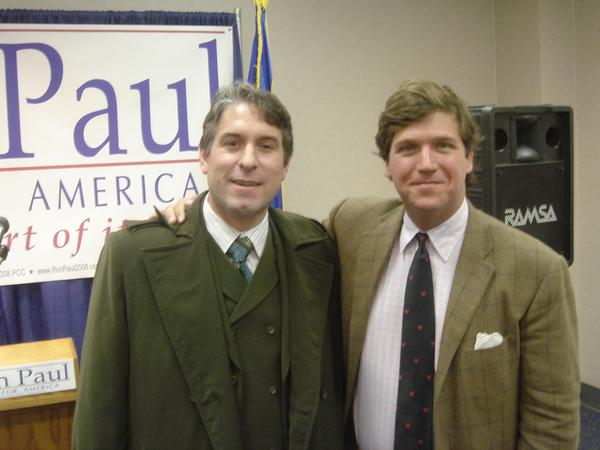
Foto tucker Carlson

### Cambio climático
Carlson rechaza el consenso científico sobre el cambio climático. Según Carlson, es «incognoscible» determinar si las actividades humanas contribuyen al cambio climático.

### Conservadurismo
Carlson es considerado conservador. Carlson criticó al candidato presidencial de 2008, John McCain, por ser insuficientemente ideológico. En declaraciones a Salon.com, Carlson respondió:

Me gustó McCain. Y hubiera votado felizmente por McCain para presidente, no porque estoy de acuerdo con su política; Nunca tomé la política de McCain lo suficientemente en serio como para tener sentimientos fuertes sobre ellos. No creo que McCain tenga una política muy fuerte. Le interesan las ideas casi tan poco como George W. Bush. McCain no es intelectual, y no tiene una ideología fuerte en absoluto. Terminó como un republicano liberal porque está enojado con otros republicanos, no porque sea liberal».

Carlson ha declarado que el expresidente de los EE. UU George W. Bush no es un verdadero conservador. En una entrevista del Washington Post del 27 de agosto de 2004, Carlson expresó su «descontento con Bush». Carlson preguntó: «¿Por qué tantos liberales en contra de la guerra le dan un pase a John Kerry cuando adopta la visión de Bush sobre Irak, como él lo hizo? La cantidad de juego de equipo de la izquierda me deprime». Carlson no votó en las elecciones de 2004, citando su disgusto con la Guerra de Irak y su desilusión con el alguna vez pequeño Partido Republicano del gobierno. Él continuaría diciendo:

No sé lo que usted considera conservador, pero no soy muy liberal, al menos como la palabra se define actualmente. Por ejemplo, me opongo totalmente al aborto, que creo que es horrible y cruel. Creo que la acción afirmativa es incorrecta. Me gustaría desacelerar la inmigración de forma espectacular. Odio todas las reglamentaciones estatales de niñeras, como las leyes de cinturones de seguridad y las prohibiciones de fumar. No soy para el gran gobierno. Creo que los Estados Unidos debería dudar antes de intervenir en el exterior. Creo que estos son impulsos conservadores. Entonces, según mis criterios, Bush no es muy conservador».

### Inmigración
Carlson ha sido acusado de demonizar a inmigrantes, tanto legales como indocumentados.

### Guerra de Irak
Carlson apoyó la guerra de Estados Unidos con Irak durante su primer año. Sin embargo, después de un año, comenzó a criticar la guerra, diciéndole al New York Observer:

Creo que es una pesadilla total y un desastre, y me da vergüenza que vaya en contra de mis propios instintos para apoyarlo. Es algo que nunca volveré a hacer. Nunca. Me convenció un amigo mío que es más inteligente que yo, y no debería haber hecho eso. No. Quiero que las cosas funcionen, pero estoy enojado por eso, en realidad».

### Matrimonio gay
El 24 de julio de 2007, Carlson dijo en su programa: «Estoy solo para el matrimonio en general. Estoy comprometido con la gente. ¿Sabes lo que quiero decir? No estoy en contra del matrimonio gay, en realidad, y yo soy la persona más derechista que conozco». Posteriormente, Carlson dijo: «Creo que el matrimonio ha sido una gran cosa para mí, y creo que es una fuerza realmente civilizadora, y creo que también sería una fuerza civilizadora para los gays».

### Libertarismo
Carlson votó por Ron Paul en 1988 cuando se postulaba como el candidato presidencial del Partido Libertario. El 26 de noviembre de 2007, se informó que Carlson presionó al propietario del burdel de Nevada, Dennis Hof, para que apoyara la candidatura de Paul. Explicó Carlson, «Dennis Hof es un buen amigo mío, así que cuando llegamos a Nevada, decidí llamarlo y ver si quería venir a ver a este tipo».
El 2 de septiembre de 2008, Carlson participó en la Campaign for Liberty por el Rally de Ron Paul para la República en Minneapolis, como el primer orador en presentar el mitin y también actuó como el maestro de ceremonias al presentar a casi todos los oradores invitados. El 23 de febrero de 2009, Carlson fue presentado como miembro sénior del Instituto Cato; él ya no es un compañero mayor allí.

### Rusia
Carlson no considera a Rusia una amenaza seria para los intereses de los EE. UU. Carlson ha pedido que Estados Unidos trabaje con Rusia en la Guerra Civil Siria. Se opone al derrocamiento del presidente sirio Bashar al-Ásad. Según Peter Beinart de The Atlantic, Carlson ha sido un «apologista de Donald Trump en el escándalo de Rusia». Carlson describió la controversia tras la revelación de que Donald Trump Jr. estaba dispuesto a aceptar información anti-Clinton de un funcionario del gobierno ruso como un «nuevo nivel de histeria» y dijo que Trump Jr. solo había estado «chismeando con extranjeros».

### Pandemia de COVID-19 y vacunas
Carlson discrepó de Trump y algunos de sus colegas en Fox News a principios de 2020 al decir que el COVID-19 debería tomarse más en serio en los EE. UU.  y, según se informa, influyó en el entonces presidente Trump para que se tomara el virus más en serio. Carlson culpó a China de causar la pandemia. En mayo de 2020, Carlson comenzó a cuestionar públicamente la gravedad del virus. Carlson criticó las órdenes de quedarse en casa impuestas por la pandemia y defendió las protestas contra el confinamiento por la pandemia de COVID-19 en áreas rurales. En febrero de 2022, apoyó la revuelta derechista de camioneros de Canadá contra las restricciones de COVID-19 y la llamó "la protesta por los derechos humanos más exitosa en una generación". También afirmó que algunos funcionarios estadounidenses estaban exagerando la letalidad del virus – una afirmación que PolitiFact calificó como mayoritariamente falsa. Carlson mencionó el medicamento antiparasitario ivermectina como un posible tratamiento para el COVID-19, aunque la FDA advirtió contra su uso.

## Imagen pública
Carlson era conocido por usar pajaritas.
En 2005, en el episodio de la temporada cinco de Curb Your Enthusiasm, «The Bowtie», un personaje se refiere a Larry David como «Tucker Carlson» por usar uno. En 2007, apareció como él mismo en el episodio «Manhattan Project» (Temporada 9, Episodio 10) en la comedia The King of Queens.
El 11 de abril de 2006, Carlson anunció en su show de MSNBC que ya no usaría corbata de lazo, y agregó: «Decidí que quería darle un respiro al cuello. Un pequeño cambio es bueno de vez en cuando, y ya me siento mejor». Ahora lleva corbatas largas al aire, y en la edición del 28 de febrero de 2014 de The Alex Jones Show, mientras hablaba de sus razones para volver a usar una corbata larga, Carlson dijo que «si usas pajarita, es como llevar un dedo medio alrededor de tu cuello, solo estás invitando al desprecio y al ridículo... a la cantidad de personas que me gritaban la palabra M... me desgastó después de un tiempo, así que cedí y me volví convencional».

### Amenazas de muerte y acoso
En noviembre de 2018, varios familiares de Tucker fueron amenazados de muerte en su residencia familiar de Washington D. C. por un grupo de unos veinte manifestantes que acusaban al periodista de ser un «supremacista blanco» y un «fascista». Varios manifestantes intentaron ingresar en la propiedad, mientras que el propio Tucker no se encontraba en casa. Uno de los manifestantes había insultado a la hija de Tucker en un restaurante un mes antes. La esposa de Tucker reportó el incidente por teléfono al cuerpo policial, el cual más tarde se presentó y disolvió la protesta. Unos días después, el Departamento de Policía de Washington D. C. inició una investigación que conllevó a la identificación de los manifestantes como miembros de «Smash Racism DC», un grupo autoproclamado «antifascista» o antifa. La investigación también vinculó a dicho grupo con actividades de ciberacoso y amenazas de muerte anónimas a varios compañeros de trabajo de Tucker en la cadena de noticias Fox News, así como también a varias figuras públicas vinculadas al conservadurismo.

## Libros

### Autobiografía
En 2003, Carlson escribió una autobiografía, Politicians, Partisans and Parasites: My Adventures in Cable News, sobre sus experiencias televisivas que publicó a través de Warner Books. Una de las revelaciones del libro fue la descripción de Carlson de cómo fue acusado falsamente de violar a una mujer que no conocía, alguien que padecía una enfermedad mental grave y que exhibía un comportamiento similar al de un acosador. Carlson escribió en el libro que el incidente fue emocionalmente traumático.

### Próximo
En mayo de 2017, Carlson, representado por la agencia literaria y creativa Javelin, firmó un acuerdo de ocho cifras y dos libros con las Threshold Editions de Simon & Schuster.